# Niedermohr
 Niedermohr là một đô thị ở huyện Kaiserslautern, trong bang Rheinland-Pfalz, phía tây nước Đức. Đô thị Niedermohr có diện tích 12,13 km², dân số thời điểm ngày 31 tháng 12 năm 2006 là 1510 người.